# Stadiumi Sami Kelmendi
Stadiumi Sami Kelmendi – stadion piłkarski w Lipljanie, w Kosowie. Obiekt może pomieścić 2500 widzów. Swoje spotkania rozgrywają na nim piłkarze klubów KF Ulpiana Lipljan, KF Arbëria Lipljan i KF Lipjani.